# Bítov (Koněprusy)
Bítov (německy Beuten) je malá vesnice, část obce Koněprusy v okrese Beroun ve Středočeském kraji.

## Historie
První písemná zmínka o vesnici pochází z roku 1324.
Vesnice se poprvé uvádí v roce 1267 v darovací listině Přemysla Otakara II. jako poplužní dvůr darovaný křižovníkům s červenou hvězdou. Později byl dvůr parcelován a na pozemcích vyrostla vesnice. Ve třináctém století se zde jmenují vladykové z Bítova, kteří zde drželi tvrz a poplužní dvůr, v době kdy dědina patřila církvi. Po třicetileté válce zbyl z celé vesnice pouze poplužní dvůr, 302 korců polí a dvě louky. Většina obyvatel se zde živila zemědělstvím. Od druhé poloviny 19. století dochází v oblasti k nárůstu těžby vápence, lidé tak nacházeli práci také v cementárnách nebo železárnách Králova Dvora či v okolních kamenolomech.
V roce 1900 zde žilo 101 obyvatel ve 22 domech. Před první světovou válkou stoupl počet obyvatel na 130, domů však nepřibylo.

## Obyvatelstvo
| Rok            | 1869 | 1880 | 1890 | 1900 | 1910 | 1921 | 1930 | 1950 | 1961 | 1970 | 1980 | 1991 | 2001 | 2011 | 2021 |
| -------------- | ---- | ---- | ---- | ---- | ---- | ---- | ---- | ---- | ---- | ---- | ---- | ---- | ---- | ---- | ---- |
| Počet obyvatel | 91   | 75   | 101  | 110  | 126  | 118  | 114  | 73   | 73   | 56   | 44   | 33   | 31   | 41   | 39   |
| Počet domů     | 17   | 17   | 17   | 20   | 21   | 22   | 23   | 21   | 18   | 16   | 14   | 16   | 16   | 18   | 18   |

## Obecní správa
Při sčítání lidu v letech 1850–1920 byl Bítov osadou obce Koněprusy v okrese Hořovice. V letech 1920–1964 byl samostatnou obcí, nejprve v okrese Hořovice, od roku 1950 v okrese Beroun. Od 14. června 1964 je opět částí obce Koněprusy v okrese Beroun.

## Pamětihodnosti
- Lípa v Bítově – památný strom (lípa malolistá), na návsi